# Swag and Sorcery
Swag and Sorcery — компьютерная игра в жанре управленческая игра и с элементами РПГ, разработчик студии Lazy Bear Games и Uroboros Games, издатель tinyBuild. Компьютерная игра вышла для платформы Microsoft Windows. Игра вышла 9 мая 2019 году.

## Об игре
В этой игре игрок управляет деревней и героями которых надо нанимать и которые буду жить в этой деревне. В самом начале у игрок всего один герой но по мере прохождения игры их будет больше. Важным моментом в этой игре есть то что игрок не управляет напрямую своими героями а может их экипировать и отправлять в путешествие по разным локациям. Единственной команду которую может дать игрок своему герою/ям во время путешествия это отступить. Так как при отступлении герои приносят в деревню ресурсы которые они смогли добыть. Сами герои не могут умереть, если монстр победит героя/ев он/они просто окажутся в деревне с маленьким запасом здоровья. Игрок может вылечить (с помощью здания церковь) своих героев в деревни, но за это надо платить игровую валюту золотые моменты. Игрок может подождать пока герои сами регенерируют полностью восстановят свое здоровья. Путешествуя по локациям герои находят не только полезные ресурсы, но и золотые монеты и чертежи для создания предметов. При прохождения игры игрок строит здание кузнеца в котором можно создавать доспехи и оружие для героев. Игрок может экипировать оружие и доспехи на героев а может и продать в здании рынок. Если продать предмет на рынке игрок получить игровые монеты. Игроку нужно выбирать кого отправлять ковать оружие и доспехи так как герой с слабой силой. Сможет создавать оружие и доспехи но низкого качества, а если в кузнеце будет работать герой с большим количеством параметром сила то изделия будут лучшего качества. В деревне есть здание тренировочный лагерь в ник игрок за золотые монеты может улучшать уровни и характеристики своих героев. Когда игрок отправляет своих героев в путешествие у них постепенно падает настроение. Единственным способом улучшить настроение это отправить героев в здание сауна поход героев в сауну повышает им настроение. Очень важно часто отправлять героев в здание сауна. Так как герой с плохим настроением хуже дерутся, приносят меньше ресурсов с путешествий а если поручить такому героя создать какой то предмет то он обязательно будет низкого качества. В деревне можно построить здания дом моды где герои могут участвовать в конкурсах и (в случаи победы) получать призы или игрок может покупать (в этом здании) чертёж оружия или брони а потом создавать их в кузнице или доме охотника. Герои могут в здании лаборатория создавать амулеты и эликсиры здоровья (которые во время путешествия лечат героев во время битвы с монстрами). Амулеты могут быть с разными свойствами могут увеличивать защиту или атаку. А также давать преимущества к примеру навык вампиризм (герой при каждом удары восстанавливает себе определённое количество здоровья). Некоторые амулеты могут увеличивать защиту от огня, холода, яда. В деревне можно построит здание библиотека которое помогает игроку. Тем что игрок может изучить благословение в церкве и заклинание атака в сауне, после этого игрок сможет перед отправкой героев в путешествие благословлять своих героев и налаживать на них заклинание которые увеличивают их атаку. Так же в библиотеке можно изучить заклинания которые можно накладывать на героев во время их путешествия есть заклинания которые лечат героев а ещё есть заклинание которые наносят урон монстрам с которыми сражаются герои. Есть заклинания которые ослабляют монстров. В игре есть три категории специализации героев это войн, лучник, маг. Для последней категории героев есть специальное здание Магическая лавка там можно купить одежду для мага и посохи для мага. Это здание как и здания кузнеца и домик охотника можно улучшить. Чем больше улучшений будет в этих здания тем лучше оружия и броню можно будет купить в этих зданиях. Игроку надо не только улучшать эти здания но собирать особые ресурсы что бы создать оружие и броню. Чем лучше оружие и броня будут продаваться в кузнеце, доме охотника, магической лавке тем сложнее найти ресурсы что бы сделать эти вещи.

## Здания
- Гильдия — здание в котором игрок может покупать героев которые помогают игроку управлять деревней и взаимодействовать с другими зданиями. По мере прохождения игры игрок сможет увеличивать количество героев, покупая их в гильдии.
- Конюшни — здание в котором игрок отравляет своих героев в путешествие по разным локациям. Очень интересным моментом в игре являться то что в игре Swag and Sorcery игрок не управляет героями во время их путешествия а герои сами убивают монстров и собирают ресурсы без команд игрока. Но игрок может дать команду герою вернуться в деревню (если герой сильно ранен). Каждая локации которую исследуют герои имеет свой процент прохождения, когда герои полностью исследовали локации они могут найти босса. Если герои смогут убить босса то они получат ценные ресурсы.
- Церковь — здание в котором за игровые монеты можно вылечить героев.
- Кузница — здание в котором герои могут ковать себе оружие и доспехи из ресурсов которые они получают во время своих путешествий. По мере прохождения игры это здания можно будет улучшать и в нём будут доступные все более и более мощное оружие и доспехи.
- Тренировочный лагерь — здание в котором тренируются герои (повышая свои силу, ловкость, интеллект, выносливость) так же в этом же здании герои повышают свой уровень.
- Домик охотника — здание в котором игрок может сделать для своих героев арбалеты и кожаную одежду. Для создания этих предметов нужны определённые ресурсы.
- Сауна — здание в которое игрок может отправить героев отдохнуть. Уставшие герои хуже дерутся в путешествиях, добивают меньше ресурсов и имеют очень низкий шанс создать хороший предмет в кузнеце, доме охотника и других зданиях. По этому игроку нужно отправлять героев на отдых.
- Рынок — здание в котором игрок может продать любой созданный героями предмет. За продажу предмета игрок получает золотые монеты.
- Дом моды — здание в котором можно купить элитное оружие или броню а так же можно участвовать в конкурсе моды и если команда игрока выиграет конкурс то получит элитные призы.
- Лаборатория — здание в котором можно создавать эликсиры (для восстановления здоровья героев во время путешествий) и создавать амулеты. Амулеты увеличивают разные характеристики ловкость, силу, здоровье, защиту и так далее.
- Библиотека — здание в котором можно проводить исследования закончив которые игрок может благословлять (увеличивать защиту и атаку) своих героев перед путешествием. Так же в библиотеке есть возможность изучать заклинания которые можно использовать вовремя путешествий героев. Одни заклинания лечат героев, другие ослабляют монстров или уничтожают монстров.
- Магическая лавка — здание в котором можно создать одежду и посохи для магов героев.

## Новость о выходе игры
В мае 2019 года когда компьютерная игра Swag and Sorcery вышла. Некоторый новостные сайты сообщила о том как именно выглядит эта игра, что происходит в этой игре. В новостных сайтах было сказано что эта игра было создана студией Lazy Bear Games известная проектами Punch Club и Graveyard Keeper. Через Steam есть возможность приобрести эту игру. Игра вышла 9 мая 2019 года. Сама студия разработчик участвовавшая в создании игры Lazy Bear Games находиться в Санкт-Петербурге.